# Diplodontina tumbesiana
Diplodontina tumbesiana is een tweekleppigensoort uit de familie van de Lasaeidae. De wetenschappelijke naam van de soort is voor het eerst geldig gepubliceerd in 1899 door Stempell.